# 新井瑞希
新井瑞希（日语：新井 瑞希；1997年4月14日—），日本足球運動員，司職中場，現效力日職球隊橫濱FC。

## 俱樂部生涯
新井瑞希出道于浦和红钻青训体系，高中毕业后前往奥地利足球乙级联赛效力， 1年半后重返日本加盟日丙联赛球队SC相模原，随后又效力富山胜利和东京绿茵。本赛季他代表东京绿茵出场30次，打进6球，贡献5次助攻。
日乙联赛球队东京绿茵官方宣布，队内中场核心新井瑞希租借加盟葡超吉尔维森特。
新井瑞希下赛季将会从葡超吉尔维森特重返日本加盟升班马横滨FC。

## 外部連結
- 新井瑞希的X（前Twitter）